# Laportea glabra
Laportea glabra är en nässelväxtart som beskrevs av Henry Nicholas Ridley. Laportea glabra ingår i släktet Laportea och familjen nässelväxter. Inga underarter finns listade i Catalogue of Life.